# Dur-Kurigalzu

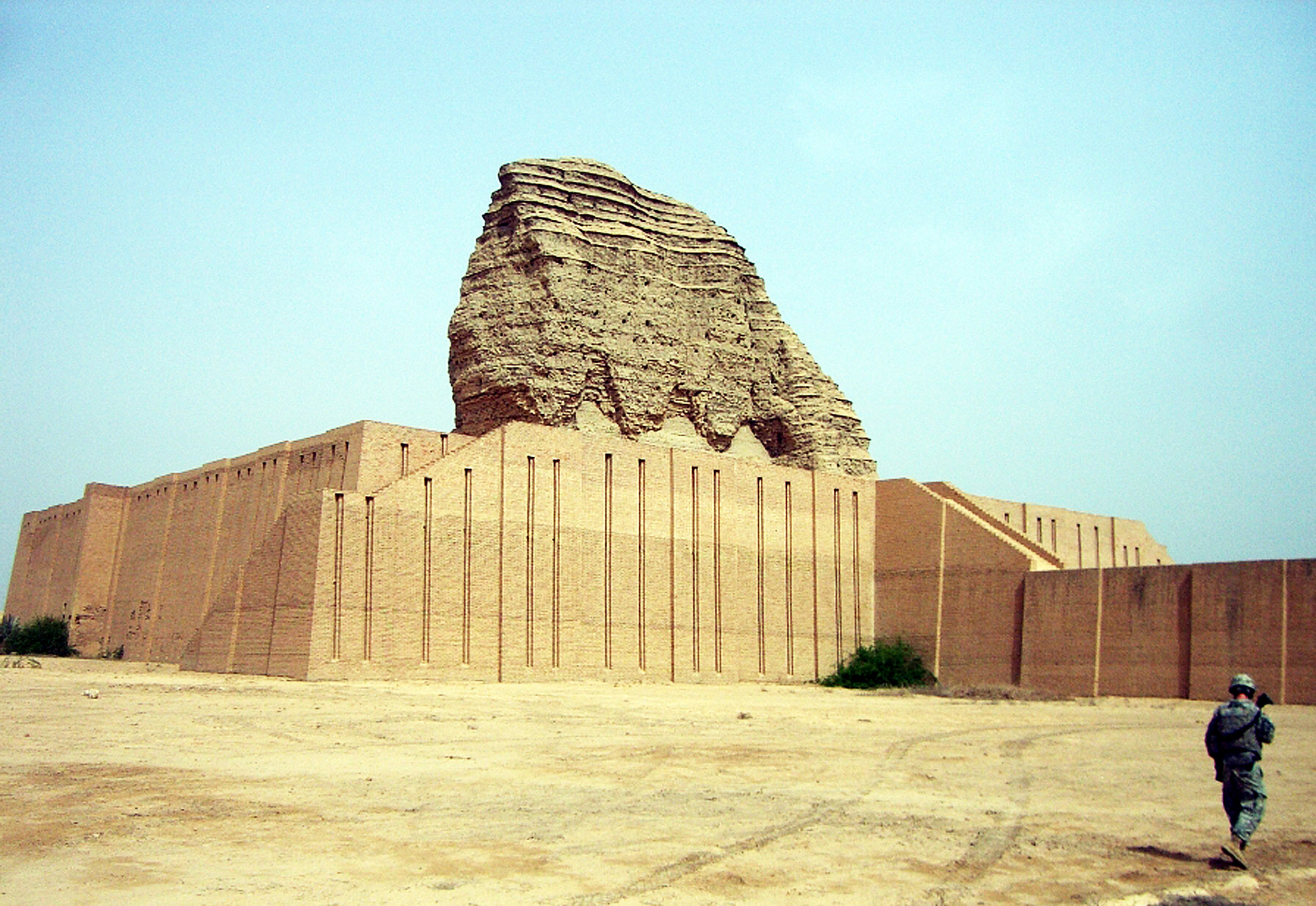
Ziqquratet i Dur-Kurigalzu 2010

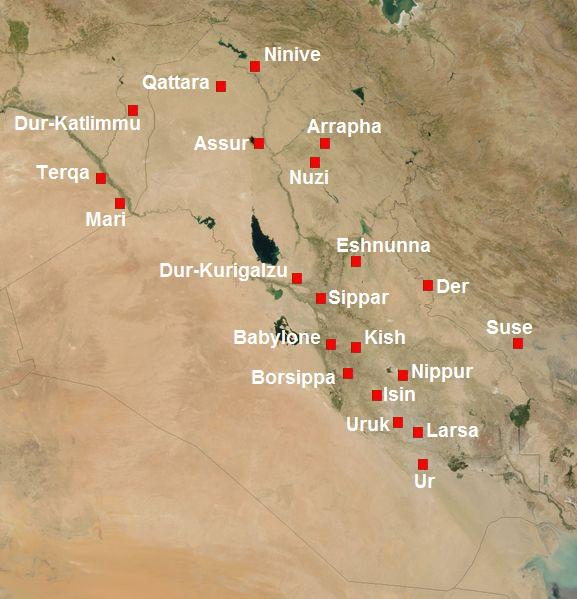
Mesopotamien 1000-talet f.Kr.

Dur-Kurigalzu, i modern tid Aqar-Quf i provinsen Diyala i Irak, var en stad i södra Mesopotamien nära Tigris och Diyalas sammanflöde, cirka 30 kilometer väster om dagens Bagdad.
Den grundades av den kassitiska kungen av Babylonien, Kurigalzu I eller Kurigalzu II på 1300-talet f.Kr. och övergavs kassitedynastins fall. 
Staden hade ett ziqqurat och tempel tillägnade sumeriska gudar samt ett kungligt palats. Den grävdes ut av irakiska arkeologer mellan 1943 och 1945. Ziqquraten var ovanligt välbevarad, med en höjd på 52 meter. Dess understa del "restaurerades" av Saddam Husseins regering under 1970-talet.